# 성사회화
성 사회화(性社會化, 영어: Gender Socialization)은 사회의 구성원으로서 필요한 성 역할을 학습하게 되는 과정을 말한다. 성 사회화의 제일 중요한 개념으로써, 성 역할(性 役割, Gender role)이 있는데, 실제의 성별이나 젠더에 따라 사회적으로 그에 적합하다고 생각되는 사회적, 행동 적 규범을 말한다. 성 역할 사회화를 통해 남자나 여자에게 필요한 태도는 권장되고 그렇지 못한 것은 제재를 받게 된다. 특정 태도, 행동, 개인적 특질은 한 쪽의 성과 결부되게 된다. 하지만 성 역할은 문화와 시대에 따라 달라질 수 있다. 이러한 성 역할이 형성되는 원인에 대하여 는, 생물학적 원인을 강조하는 입장과 사회 문화적인 원인을 강조하는 입장이 대립하여 왔다.

## 개요
생물학적 결정론은 어느 집단의 생물학적, 유전적 구조가 사회적, 정치적, 경제적 운명을 결정한다는 일반론. 인간의 성격이나 사회는 대부분 혹은 모두 인간 생리 기능의 지시받으며 남성성과 여성성 사이는 본질적으로 변하지 않는 차이가 있다고 본다. 이러한 입장은 남성 또는 백인에 비해 생물학적, 유전적으로 다른 여성과 유색 인종의 열등성을 주장함으로써 그들에 대한 종속을 정당화하는 데 사용되었다. 덧붙여, 여성이 남성에게 의존하거나 사회적으로 주변화되는 것이 근본적으로 생물학에 의해 결정된 자연스러운 이치라고 설명함으로써 여성 억압의 사회적, 정치적 측면을 정당화하는 기능을 수행해왔다. 그러나 문화 인류학자와 페미니스트들은 이런 현상이 특정 사회의 문화에 의해 구성되는 것이라고 설명하였다. 17세기 말까지 인간의 몸은 인류가 공통으로 갖는 몸, 즉 성별화되지 않은 몸으로 인식되었다. 하지만 18세기 이후 과학의 발달과 더불어 '남성'과 '여성'의 범주가 생물학적 차이에 기초해 구체화되었다. 19세기에 의료전문가 집단이 여성들의 몸을 의학적으로 정의하면서 남성과 여성의 몸 사이에 더욱 확고한 경계를 설정했다. 이런 관점은 인간 몸의 본질적 특성을 설정한 다음, 생물학적 결정론을 뒷받침하는 근거로 사용되었다.

### 아동 기에서 성 사회화
성 역할은 아주 어렸을 때부터 학습된다. 태어나서 부 터 아동들은 부모와 환경으로부터 성 고정관념을 획득하게 된다. 아동들은 만 3세 경에는 정확한 성 명칭을 사용할 수 있게 된다. 이와 더불어 성에 따라 선호하는 장난감이 달라지며, 자신의 성에 적합한 활동이 있다는 것을 배우게 된다. 부모들은 아동이 성별에 따라 서로 다른 놀이를 하도록 기대하며, 여아 에게 더 많은 신체적·언어적 접촉을 한다. 반면 남아에게는 성취와 경쟁, 자율성과 같은 가치를 강조한다. 남아 의 방이 파란색으로 여아 의 방이 분홍색으로 장식되어 있는 경우가 많기도 하다. 유아 교육 기관에 의한 성 역할 사회화도 중요한 역할을 하게 된다. 한 연구에서는 성별에 따라 분리해서 줄을 서라고 요구하는 것만으로도, 아이들의 성 역할 인식이 강화되었다는 결과가 나왔다. 성에 따라 분리되어 하는 놀이 활동 역시 남아와 여아 의 행동에 영향을 미친다.

### 학교에서 성 사회화
학교에 진학하고 난 후에는 교과 과정, 선생님의 기대 수준, 그 밖의 교육 평가 제도의 차등 적 실시 등은 여학생으로 인해 성 사회화가 일어난다. 한국의 경우,  권치순 · 권영희(2008)의 연구에서 초등학교 전체의 교과서의 삽화를 분석한 결과, 남성이 여성보다 더 많이 등장하였으며(1.33:1), 남성이 주연을 하고 있는 모습이(39.3%), 여성이 주도적인 역할을 하거나(25.1%), 공동으로 주연을 하고 있는 삽화(35.6%)보다 많았다. 또한 직업인 중, 남성의 비율이 여성보다 3배 이상으로 나타났으며, 직종 역시 남성은 매우 다양한데 비하여, 여성은 주로 간호사, 은행원 등이었다. 또한 교사들은 남녀에 대하여 서로 다른 기대를 가지고 있으며, 남녀 학생에 대하여 평가하는 기준 역시 다르다. 여학생은, 얌전하고, 인사 성 이 밝으며, 꼼꼼할 때 우수하다고 평가하지만, 남학생은 활동적이고, 모험 성 이 많을 때 우수하다고 평가한다. 여학생과 남학생은 각각 교사의 다른 기대에 부응하기 위해서 성 역할에 맞는 특성을 개발하게 된다.

### 직장에서 성 사회화
직장에서도 성 사회화는 계속된다. 교육 사회 학자인 김정숙 박사의 연구에 의하면, 여학생들이 직업 선택 을 할 때에는 결혼, 임신, 육아와 같은 여성에게 기대되는 책임을 신중하게 고려하였고, 노동 시장에서의 차별 관행에도 민감하게 반응하고 있었다. 따라서 직업 선택에 있어서 성 사회화의 영향을 받게 된다. 간호사와 같이 전통적으로 여성의 영역이라고 여기어 지는 분야에 남성이 적은 것도 같은 맥락에서 이해할 수 있다.
같은 직업을 가진 남성과 여성은 서로 다른 요구를 받게 된다. 한국의 공무원들을 대상으로 한 연구에서, 여성 리더들은 성 고정관념에 부합하게 행동할 때 더 좋은 평가를 받았다. 같은 학부 교수들 내에서도, 여자 교수들은 남자 교수들과 다르게, 엄마와 같은 역할, 돌보는 역할을 할 것을 요구 받고, 학과 내에서 있는 대인 관계 적 이거나 서비스와 관련된 업무에 더 많이 참여하게 된다. 또한 일반적으로 여성은 같은 성과를 내더라도 더 안 좋은 평가를 받을 수 있다. 능력과 경쟁력이라는 특질이 여성의 성 고정관념에 부합하지 않기 때문이다. 만약 어떤 여성이 지나치게 뛰어나다면, 이들은 우수하다고 평가 받는다고 해도, 여성들은 성 고정관념에 부합하지 않는다는 이유로 암묵적인 불이익(penalty)를 받을 수 있다. 주로 이기적이라고 여기어지거나 인간관계에서 호전적이라고 판단 받을 수 있다.